# Договірна ціна
Договірна́ ціна́ — ціна, що встановлюється за домовленістю між виробником (продавцем, підрядником) і споживачем (покупцем, замовником) продукції (робіт).

Постанова № 668 від 1 серпня 2005 р. Кабінету Міністрів України «Про затвердження Загальних умов укладення та виконання договорів підряду в капітальному будівництві» встановлює таке визначення: "
Договірна ціна
21. Договірна ціна у договорі підряду визначається на основі кошторису як приблизна або тверда. Договірна ціна вважається твердою, якщо інше не встановлено договором.
У разі укладення договору підряду за результатами торгів (тендеру) вид договірної ціни та вимоги до кошторису визначаються у тендерній документації замовника. Договірна ціна у цьому випадку повинна відповідати ціні, зазначеній у тендерній пропозиції підрядника, визнаного переможцем торгів (тендеру).
Якщо договір підряду укладається за результатами переговорів сторін, рішення щодо застосування приблизної або твердої договірної ціни, порядку погодження кошторису та проведення розрахунків приймаються за домовленістю сторін.
У разі коли роботи (будівництво об'єкта) фінансуються із залученням державних коштів, договірна ціна визначається відповідно до вимог нормативних документів у сфері ціноутворення у будівництві. { Абзац четвертий пункту 21 в редакції Постанови КМ N 601 (601-2009-п) від 17.06.2009 }
22. Якщо під час укладання договору підряду через невизначеність витрат чи інші обставини остаточно встановити договірну ціну неможливо, сторони у договорі підряду визначають приблизну договірну ціну, а також порядок її коригування в процесі виконання робіт (будівництва об'єкта). Приблизна договірна ціна може уточнюватися в міру виконання робіт, здійснення витрат підрядника тощо.
23. У разі виникнення обставин, що зумовлюють необхідність значного підвищення приблизної договірної ціни (більше ніж це визначено договором підряду), підрядник зобов'язаний в установлені договором підряду строки повідомити про це замовника. Якщо підрядник не повідомив у встановленому порядку замовника про необхідність підвищення договірної ціни, він зобов'язаний виконати роботи без відшкодування додаткових витрат.
24. Тверда договірна ціна може коригуватися тільки за взаємною згодою сторін. У разі підвищення підрядником твердої договірної ціни, не передбаченого договором підряду, всі пов'язані з цим витрати, якщо інше не встановлено законом, несе підрядник.
Сторони у договорі підряду можуть передбачати порядок уточнення твердої договірної ціни у разі: виникнення обставин непереборної сили;
внесення змін до проектної документації;
потреби в усуненні недоліків робіт, що виникли внаслідок невідповідності встановленим вимогам проектної документації, забезпечення якою покладено на замовника;
уповільнення темпів або зупинення виконання робіт за рішенням замовника або з його вини, якщо це викликало додаткові витрати
підрядника;
зміни законодавства з питань оподаткування, якщо це впливає на вартість робіт;
істотного зростання (у розмірі, визначеному сторонами) після укладення договору підряду цін на ресурси, які забезпечує підрядник, а також послуг, що надаються йому третіми особами;
в інших випадках, передбачених договором підряду.
25. Якщо під час будівництва виникла потреба у виконанні додаткових робіт, не врахованих проектною документацією, забезпечення якою покладено на замовника, і у зв'язку з цим у відповідному підвищенні твердої договірної ціни, підрядник зобов'язаний протягом визначеного договором підряду строку повідомити замовника про обставини, що призвели до виконання таких робіт, та подати замовнику пропозиції з відповідними розрахунками. Замовник протягом строку, визначеного договором підряду, розглядає зазначені пропозиції, приймає рішення по суті та повідомляє про нього підрядника.
Підрядник зобов'язаний зупинити виконання додаткових робіт у разі неодержання у визначений договором підряду строк відповіді на своє повідомлення. Завдані підряднику збитки, пов'язані із зупиненням додаткових робіт, відшкодовуються замовником. Замовник звільняється від відшкодування таких збитків, якщо доведе, що у виконанні додаткових робіт не було потреби.
Якщо підрядник не повідомив замовника в установленому порядку про необхідність виконання додаткових робіт і відповідного підвищення твердої договірної ціни, він не може вимагати від замовника оплати виконаних додаткових робіт і відшкодування завданих йому збитків, якщо не доведе, що проведення таких робіт було необхідне в інтересах замовника, зокрема, у зв'язку з тим, що зупинення робіт загрожувало знищенням або пошкодженням об'єкта будівництва.
26. У разі коли договором підряду передбачалася можливість підвищення твердої договірної ціни внаслідок істотного зростання після укладення договору підряду цін на ресурси, забезпечення якими здійснює підрядник, а також цін на послуги, що надавалися йому третіми особами, підрядник може вимагати перегляду твердої договірної ціни у порядку, визначеному договором підряду. Зростання цін на ресурси та послуги, яке сторони вважають істотним, визначається в договорі підряду. Підрядник може вимагати розірвання договору підряду в разі відмови замовника від підвищення твердої договірної ціни робіт унаслідок істотного зростання цін на ресурси та послуги.
27. Підрядник не може вимагати уточнення приблизної чи твердої договірної ціни у зв'язку із зростанням цін на ресурси, що використовуються для виконання робіт, у разі, коли строки виконання цих робіт порушені з вини підрядника. У таких випадках ціни на ресурси, якщо інше не передбачено договором підряду, визначаються відповідно до цін, що діяли на зазначену в договорі дату закінчення робіт. Додаткові витрати на виконання робіт, пов'язані із зростанням цін на ресурси після зазначеної дати, компенсуються підрядником.
"
Договірна ціна визначається замовником і генеральним підрядником за участю проектних підприємств шляхом прямої домовленості або за результатами проведених тендерних торгів і залежить від складу витрат з урахуванням чинних нормативних документів, інформації про вартість раніше збудованих об'єктів, розрахунків кошторисної вартості проекту тощо та включає кошторисну вартість будівельних і монтажних робіт, лімітовані та інші витрати.
Для виконання робіт підрядник одержує проектно-кошторисну документацію. її розробку звичайно здійснює спеціалізована фірма — проектувальник.
Якщо планується поетапна здача об'єкта в експлуатацію, ціна робіт може встановлюватись тільки на перший етап із визначенням у контракті порядку розрахунку ціни робіт наступних етапів.
Договірні ціни на виконання будівельно-монтажних робіт в Україні можуть бути твердими і динамічними.
Тверді (остаточні) договірні ціни є незмінними на весь обсяг будівництва (реставрації, ремонту) та період цього виконання з урахуванням можливого коливання цін. При встановленні твердих договірних цін до них можуть включатися витрати по страхуванню ризиків, що забезпечують захист майнової зацікавленості учасників контракту в обґрунтованих і погоджених замовником (інвестором) розмірів, проте не більше ніж 2 % від кошторисної вартості будівельно-монтажних робіт.
Динамічні (неостаточні, відкриті) договірні ціни мають, як правило, незмінну частину витрат — базову кошторисну вартість, що відноситься до діяльності підрядника, і коригуються в процесі виконання робіт за фактом застосування до цін надбавок (знижок), що дає змогу врахувати рівень інфляції та дію економічних важелів регулювання вартісних показників.